# Cícero Vítor dos Santos Júnior
Cícero Vítor dos Santos Júnior, meglio noto solo come Vítor (Delmiro Gouveia, 29 luglio 1982), è un ex calciatore brasiliano, di ruolo difensore.

## Palmarès

### Club

#### Competizioni statali
- Campeonato Goiano Segunda Divisão: 1

CRAC: 2003
- Campionato Goiano: 5

CRAC: 2004
Goiás: 2006, 2009, 2012, 2013
- Campionato Pernambucano: 1

Santa Cruz: 2016

#### Competizioni nazionali
- Campeonato Brasileiro Série B: 1

Goiás: 2012

#### Competizioni regionali
- Copa do Nordeste: 1

Santa Cruz: 2016

### Individuale
- Bola de Prata: 1

2008
- Selezione della Série B: 1

2015